# Booth Tarkington
Newton Booth Tarkington, född 29 juli 1869 i Indianapolis, Indiana, död 19 maj 1946 i Indianapolis, var en amerikansk författare och dramatiker mest känd för romanerna De magnifika Ambersons (1918) och Alice Adams (1921).

## Biografi
Tarkington föddes i Indianapolis som son till John S. Tarkington och Elizabeth Booth Tarkington. Han fick sitt namn efter sin morbror Newton Booth, som då var guvernör i Kalifornien. Han studerade vid Phillips Exeter Academy, Purdue University och Princeton University. Då sin tid vid Princeton gav han ut Nassau Literary Magazine, var medlem av The Ivy Club och bildade Princeton Triangle Club. 
Han var en av sin tids mest populära författare i USA, med romanerna The Two Vanrevels och Mary's Neck på den årliga amerikanska bästsäljarlistan nio gånger.
Tarkingtons mest kända verk idag är De magnifika Ambersons, delvis på grund av Orson Welles filmatisering 1942, delvis för att den ofta förekommer på Modern Librarys topp-100 lista över romaner. Det var den andra boken i Tarkingtons Growth-trilogi, vilken följer USA:s framväxt och den en gång så mäktiga aristokratiska familjedynastin Amberson åren efter amerikanska inbördeskriget fram till första världskriget.

## Bibliografi (i urval)

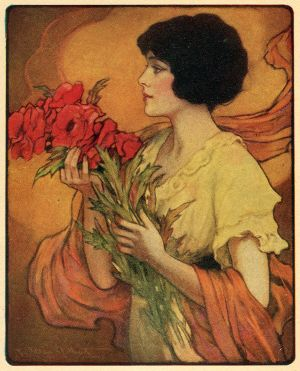
Julia; omslag till en New York-utgåva av Gentle Julia, 1922.